# West Bridge (Dundee)
Die West Bridge ist eine Straßenbrücke in der schottischen Stadt Dundee in der gleichnamigen Council Area. 1985 wurde die Brücke in die schottischen Denkmallisten in der höchsten Denkmalkategorie A aufgenommen.

## Geschichte
Die Brücke führte einst den Hauptzufahrtsweg des zwischenzeitlich abgebrochenen Herrenhauses Linlathen House. Das Herrenhaus stammt aus dem Jahre 1705 und wurde um 1830 erweitert. Vermutlich wurde die West Bridge im Zuge dieser Bauarbeiten ausgeführt. Auf einer Landkarte aus dem Jahre 1827 ist sie nicht verzeichnet während sie 30 Jahre später. Die nahegelegene East Bridge, welche die Ostzufahrt führt, ist somit vermutlich älter. Nachdem die Brücke sich in einem schlechten Zustand befunden hat, wurde sie mit der Entwicklung des Anwesens zu einer Wohnsiedlung restauriert. Ein kurzes Stück flussabwärts wurde außerdem eine neue Straßenbrücke errichtet.

## Beschreibung
Die West Bridge überspannt das Dighty Water am Nordostrand von Dundee. Sie weist starke stilistische Ähnlichkeit zu den von Rowland Burdon veranlassten Brücken, beispielsweise der Tickford Bridge in Buckinghamshire, auf. Die vier Rippen, welche den Unterbau bilden, beschreiben elliptische Bögen. Ein stilisierter gusseiserner Schlussstein in der Brückenmitte verdeckt die Verbindung der beiden Bogenelemente. Je sieben ornamentierte kreisförmige Elemente verzieren die Zwickel. Eine gusseiserne Balustrade begrenzt die Fahrbahn.